# شهرستان نینگشان
شهرستان نینگشان (به لاتین: Ningshan County) یک منطقهٔ مسکونی در چین است که در آنکانگ واقع شده‌است. شهرستان نینگشان ۳٬۶۷۸ کیلومتر مربع مساحت و ۷۰٬۴۳۵ نفر جمعیت دارد.